# Университет Святой Анны
Университет Святой Анны (сокращенно The Mount) — государственный франкоязычный университет в Пуэнт-де-л’Эглиз, Новая Шотландия, Канада.
Основан в 1890 году как колледж католическим священником Гюставом Марией Бланш из конгрегации Иисуса и Марии. Целью колледжа (Collège Sainte-Anne) было предоставление образования акадийцам — франкофонным жителям Новой Шотландии и Нью-Брансуика. В 1892 году он был признан университетом. В 1971 году ректорат был передан мирянам. В 2003 году объединён с Акадийским колледжем (Collège de l’Acadie), основанным в 1988 году и имевшим кампусы в Пуэнт-де-Л’Эглиз, Галифаксе, Туске, Пети-де-Грат и Сен-Жозеф-дю-Муан.
Назван в честь Святой Анны. По состоянию на 2020 г. предлагает учебные программы по гуманитарным специальностям, а также в бизнесе.